# Renaldo
Cristiano Renaldo Lopes da Cruz, detto Renaldo (Cotegipe, 19 marzo 1970), è un ex calciatore brasiliano, di ruolo attaccante.

## Caratteristiche tecniche
Giocava come attaccante. Ha segnato 76 reti nel campionato brasiliano di calcio.

## Carriera

### Club
Cristiano Renaldo, nato nello Stato di Bahia, iniziò la carriera nel Guará, per poi giocare nell'Atlético-PR, dove giocò fino al 1993, anno in cui passò all'Atlético-MG. Con la squadra di Belo Horizonte vinse il campionato Mineiro del 1995; in totale, ha segnato con la maglia del galo 79 reti in 183 partite, classificandosi ventiquattresimo nella classifica marcatori del club. Nel 1996 fu capocannoniere del campionato brasiliano in compartecipazione con Paulo Nunes; questo risultato gli permise di venire convocato in Nazionale dal tecnico Mário Zagallo. L'anno seguente fu ceduto al Deportivo La Coruna, ma non ottenne i risultati sperati e fu mandato in prestito al Corinthians, dove non giocò molte partite; dopo aver giocato nell'Extremadura chiuse l'esperienza spagnola ed europea. Dopo aver giocato nell'LG Cheetas in Corea del Sud, è tornato in Brasile.

### Nazionale
Ha giocato una partita con il Brasile nel 1996 contro il Camerun, subentrando ad Oséas.

## Palmarès

### Club

#### Competizioni statali
- Campionato Mineiro: 1

Atlético-MG: 1995
- Torneo Incentivo (FMF): 1

Atlético-MG: 1993
- Campionato paulista: 1

Corinthians: 1997
- Campeonato Brasiliense Terceira Divisão: 1

Capital: 2009

#### Competizioni nazionali
- Campionato brasiliano: 1

Corinthians: 1998

### Individuale
- Capocannoniere del Campionato Paranaense: 1

1993 (22 gol)
- Capocannoniere del Campionato Mineiro: 1

1995 (16 gol)
- Capocannoniere del campionato brasiliano: 1

1996 (16 gol)